# Жали, Заре, да жалимо
Жали, Заре, да жалимо je комитска српска традиционална песма која потиче из предела Бујановца, Прешева, Владичиног Хана, Врања, Косовске Каменице и Трговишта, тј. пчињског округа и Старе Србије.

## Историја
Дана 13. децембра 1877. започео је Други српско-турски рат. Песма настаје почетком 20. века, у времену борбе за ослобођење Србије и Македоније од Турака, настаје пре 1912. године када је Стара Србија ослобођена. Оригинални текст штампан је 1913. године у књизи етнолога Јована Хаџи-Васиљевића Јужна Стара Србија. Постоји неколико верзија песме у народним предањима.

## Први званични запис песме
Мелодија и песма су пронађене од стране Г. Арсића. Владимир Савић је извођење ове песме први пут чуо 2001. године у Врању, било је то извођење састава Вед, шест девојака у пратњи Горана Арсића на дефу. Певана је као Плачи, Заре, да плачемо и то у склопу сплета Ангелино моме-Останала жена удовица-Плачи, Заре, да плачемо–У село кавга голема. Исте године, Савић се прикључује саставу и на постојеће мелодије ради аранжман, то је забележено на концерту маја 2003. године у врањском хамаму.
Синиша Антонијевић, који се бавио историјом комита пчињског краја, пронашао је остатак текста код професора Момчила Златановића, који песму записује на терену. Године 2005. група Кулин бан објављује песму на истоименом албуму заједно са другим традиционалним песмама, албум је снимљен у студију Анастасија у Скопљу, а издат за ПГП РТС. До тада непозната песма одмах је доживела успех, те је за њу снимљен спот у Народном музеју Зрењанин, а сценарио је написао ђакон Ненад Илић. Први глас у песми пева Далибор Младеновић, а бас пева Владимир Савић, на предлог Стефчета Стојковског. Иза аранжмана стоје Небојша Јаћимовић и Владимир Савић.

## Значење текста
Песма говори о скором раздвајању двоје људи, о чврстој решености мушкарца да оде у комите и растанку са вољеном женом. Комите су припадници малих војних група, које се боре против окупатора. Изражава се бол и туга због растанка. Певач најављује да ће отпутовати далеко, у Врање и Пчињу, да хоће да пређе реку Вардар, како би се борио са Турцима и Арнаутима. Заре је на југу Србије деминутив од женског имена Зара или Зарка. Прешев-Каза је српско-отоманска погранична област с краја 19. и почетка 20. века, а дробне слузе су ситне сузе. Кралска сабља и кралско оружје се односе на оружје од краља.

## Обраде песме
Песму обрађују многи, између осталих и српска рок група ВИЗАНТ, пољска група Percival Schuttenbach, румунска група Balkan Taksim, и хрватска метал група Prognan, на чијем албуму "Sve će to narod pozlatiti"  се она налази као уводна песма.

## Текст песме
Жали Заре да жалимо како ће се раздвојимо
Ти од мене ја от тебе ја ће идем на далеко
Ја ће идем на далеко, на далеко бело Врање
Ће се пишем у кумите у кумите млад кумита.
Па ће узмем кралску сабљу и тој кралско све оружје
Па ће идем чьк у Пчињу чьк у Пчињу Прешев-Казу
Па ће пређем Вардар воду Вардар воду бьш голему
Ће се тепам с тија Турци тија Турци Арнаути
Жали плачи да жалимо кьт ће слунце да огреје
Кьт ће слунце да огреје ти помисли от Бога је
Ти да знајеш тој је мојо тој је мојо бело лице
Ти да знајеш тој је мојо тој је мојо бело лице
Кьт ће ветар да подувне ти помисли от Бога је
Па ти рекни тој је моја тој је моја блага душа
Кьт ће роса да зароси ти помисли от Бога је
Па ти рекни тој су моје тој су моје дробне слузе